# Hasteh Jīk
Hasteh Jīk (persiska: Hastehjūk, هسته جیک) är en ort i Iran.   Den ligger i provinsen Västazarbaijan, i den nordvästra delen av landet, 700 km väster om huvudstaden Teheran. Hasteh Jīk ligger 2 349 meter över havet och antalet invånare är 503.
Terrängen runt Hasteh Jīk är lite bergig, och sluttar norrut. Runt Hasteh Jīk är det ganska tätbefolkat, med 56 invånare per kvadratkilometer. Närmaste större samhälle är Berūshkhvārān, 14,1 km söder om Hasteh Jīk. Trakten runt Hasteh Jīk består i huvudsak av gräsmarker.